# Ljoebov Sadtsjikova
Ljoebov Ivanova Sadtsjikova (Russisch: Любовь Ивановна Садчикова) (Koejbysjev , 22 september 1951 - Smolensk, 22 november 2012) was een Russisch oud-langebaanschaatsster.
Ljoebov Sadtsjikova debuteerde in 1973 op een internationaal kampioenschap. In dat jaar deed ze mee aan het WK Sprint in Oslo, waar zij verdienstelijk zevende werd. De jaren erna bleven haar prestaties goed, met onder meer een vierde plaats bij het WK Sprint van 1974 in Innsbruck en een zesde plaats bij de Olympische Winterspelen van 1976 in wederom Innsbruck.
Sadtsjikova's sportieve hoogtepunt beleefde ze in 1978 in Lake Placid toen zij wereldkampioen sprint werd. Gedoodverfde favoriet was de voor eigen publiek rijdende Amerikaanse Beth Heiden, die na de eerste dag vier aan kop ging in het klassement. Sadtsjikova won echter beide afstanden op de tweede dag en door een uitstekende laatste 1000 meter streefde zij Heiden voorbij in het klassement en bleef de Amerikaanse 0,18 punt voor in puntentotaal.

## Records

### Persoonlijke records
| Afstand    | Tijd    | Datum         | Baan  |
| ---------- | ------- | ------------- | ----- |
| 500 meter  | 40,84   | 8 april 1978  | Medeo |
| 1000 meter | 1.23,80 | 23 maart 1976 | Medeo |
| 1500 meter | 2.13,76 | 22 maart 1976 | Medeo |
| 3000 meter | 5.02,50 | 23 maart 1976 | Medeo |

#### Wereldrecords laaglandbaan (officieus)
| Nr. | Afstand    | Tijd    | Datum            | Baan         |
| --- | ---------- | ------- | ---------------- | ------------ |
| 1.  | 500 meter  | 42,21   | 25 november 1978 | West-Berlijn |
| 1.  | 1000 meter | 1.26,96 | 25 november 1978 | West-Berlijn |

## Resultaten
| jaar | Olympische Spelen | WK Sprint |
| ---- | ----------------- | --------- |
| 1973 |                   | 7e        |
| 1974 |                   | 4e        |
| 1975 |                   | 5e        |
| 1976 | 6e 500m           | -         |
| 1977 |                   | -         |
| 1978 |                   | Goud      |
| 1979 |                   | 15e       |

- = geen deelname

### Medaillespiegel
| kampioenschap     | goud | zilver | brons |
| ----------------- | ---- | ------ | ----- |
| Olympische Spelen | 0    | 0      | 0     |
| WK Sprint         | 1    | 0      | 0     |

## Wereldrecords
| Nr. | Afstand   | Tijd  | Datum         | Baan  |
| --- | --------- | ----- | ------------- | ----- |
| 1   | 500 meter | 41,69 | 21 maart 1975 | Medeo |